# Čreta (gmina Hoče-Slivnica)
Čreta – wieś w Słowenii, w gminie Hoče-Slivnica. W 2018 roku liczyła 367 mieszkańców.